# Booneville (Kentucky)
Booneville – miasto w Stanach Zjednoczonych, w stanie Kentucky, siedziba administracyjna hrabstwa Owsley.